# Turn- und Sportverein München von 1860 1998-1999
Questa voce raccoglie le informazioni riguardanti il Turn- und Sportverein München von 1860 nelle competizioni ufficiali della stagione 1998-1999.

## Stagione
Nella stagione 1998-1999 il Monaco 1860, allenato da Werner Lorant, concluse il campionato di Bundesliga al 9º posto. In Coppa di Germania il Monaco 1860 fu eliminato al secondo turno dal Fortuna Düsseldorf.

## Rosa
| N. |                         | Ruolo | Calciatore            |
| -- | ----------------------- | ----- | --------------------- |
| 1  | Germania (bandiera)     | P     | Michael Hofmann       |
| 2  | Germania (bandiera)     | D     | Jochen Kientz         |
| 3  | Australia (bandiera)    | D     | Ned Zelić             |
| 4  | Germania (bandiera)     | D     | Marco Kurz            |
| 5  | Paesi Bassi (bandiera)  | D     | Gerald Vanenburg      |
| 6  | Rep. Ceca (bandiera)    | C     | Roman Týce            |
| 7  | Germania (bandiera)     | C     | Horst Heldt           |
| 8  | RD del Congo (bandiera) | C     | Michél Mazingu-Dinzey |
| 9  | Germania (bandiera)     | A     | Olaf Bodden           |
| 10 | Marocco (bandiera)      | C     | Abderrahim Ouakili    |
| 11 | Germania (bandiera)     | A     | Bernhard Winkler      |
| 12 | Germania (bandiera)     | P     | Bernd Meier           |
| 13 | Austria (bandiera)      | C     | Harald Cerny          |
| 14 | Germania (bandiera)     | C     | Thomas Richter        |
| 15 | Germania (bandiera)     | D     | Holger Greilich       |

| N. |                      | Ruolo | Calciatore       |
| -- | -------------------- | ----- | ---------------- |
| 16 | Germania (bandiera)  | C     | Christian Holzer |
| 16 | Germania (bandiera)  | C     | Stefan Malz      |
| 17 | Bulgaria (bandiera)  | C     | Daniel Borimirov |
| 18 | Australia (bandiera) | A     | Paul Agostino    |
| 19 | Germania (bandiera)  | D     | Guido Gorges     |
| 20 | Rep. Ceca (bandiera) | C     | Martin Čížek     |
| 21 | Germania (bandiera)  | A     | Markus Schroth   |
| 22 | Germania (bandiera)  | P     | Daniel Hoffmann  |
| 24 | Germania (bandiera)  | C     | Thomas Schlüter  |
| 27 | Germania (bandiera)  | D     | Sven Kresin      |
| 28 | Germania (bandiera)  | C     | Michael Öller    |
| 33 | Germania (bandiera)  | C     | Manfred Bender   |
| 34 | Germania (bandiera)  | A     | Bernd Hobsch     |
| 35 | Ghana (bandiera)     | C     | Awudu Issaka     |
| 36 | Austria (bandiera)   | D     | Martin Stranzl   |

## Organigramma societario
Area tecnica
- Allenatore: Werner Lorant
- Allenatore in seconda: Peter Pacult
- Preparatore dei portieri: Claus Boden
- Preparatori atletici:

## Calciomercato

### Sessione estiva
| Acquisti | Acquisti              | Acquisti               | Acquisti |
| R.       | Nome                  | da                     | Modalità |
| -------- | --------------------- | ---------------------- | -------- |
| C        | Thomas Richter        | Norimberga             |          |
| D        | Ronny Ernst           | Greuther Fürth         |          |
| C        | Christian Holzer      | Monaco 1860 (juniores) |          |
| D        | Marco Kurz            | Schalke 04             |          |
| C        | Michél Mazingu-Dinzey | Hertha Berlino         |          |
| A        | Markus Schroth        | Karlsruhe              |          |
| C        | Roman Týce            | Slovan Liberec         |          |
| D        | Gerald Vanenburg      | Cannes                 |          |

| Cessioni | Cessioni           | Cessioni          | Cessioni |
| R.       | Nome               | a                 | Modalità |
| -------- | ------------------ | ----------------- | -------- |
| D        | Ronny Ernst        | Waldhof Mannheim  |          |
| C        | Jörg Böhme         | Arminia Bielefeld |          |
| C        | Besnik Hasi        | Genk              |          |
| C        | André Hofschneider | Arminia Bielefeld |          |
| P        | Christian Holzer   | SV Lohhof         |          |
| C        | Jens Jeremies      | Bayern Monaco     |          |
| C        | Abedi Pelé         | Al-Ain            |          |
| D        | Rayk Schröder      | Energie Cottbus   |          |
| C        | Tom Stohn          | Kickers Offenbach |          |
| D        | Marco Walker       | TeBe Berlino      |          |

### Sessione invernale
| Acquisti | Acquisti     | Acquisti     | Acquisti |
| R.       | Nome         | da           | Modalità |
| -------- | ------------ | ------------ | -------- |
| C        | Martin Čížek | Sparta Praga |          |

| Cessioni | Cessioni        | Cessioni          | Cessioni |
| R.       | Nome            | a                 | Modalità |
| -------- | --------------- | ----------------- | -------- |
| C        | Miroslav Stević | Borussia Dortmund |          |
| A        | Hristo Yovov    | Lokomotiv Sofia   |          |

## Risultati

### Bundesliga

#### Girone di andata
| Arbitro: | Aust |

|                    |           |                           |
| Winkler 12’ (rig.) | Marcatori | 42’ Marschall 62’ Kamouna |

| Arbitro: | Strampe |

|                     |           |                                              |
| Schur 10’ Weber 54’ | Marcatori | 35’ Borimirov 60’ Ouakili 75’ (rig.) Winkler |

| Arbitro: | Keßler |

|            |           |             |
| Beierle 8’ | Marcatori | 56’ Winkler |

| Arbitro: | Berg |

|                          |           |              |
| Winkler 2’, 84’ Kurz 23’ | Marcatori | 56’ Klinkert |

| Arbitro: | Kemmling |

|  |           |               |
|  | Marcatori | 67’ Vanenburg |

| Arbitro: | Merk |

|                       |           |  |
| Ouakili 2’ Hobsch 46’ | Marcatori |  |

| Arbitro: | Zerr |

|             |           |                                                                      |
| Richter 52’ | Marcatori | 6’ Schroth 39’ (aut.) Richter 55’ Cerny 77’ Mazingu-Dinzey 86’ Yovov |

| Arbitro: | Meyer |

|                       |           |                  |
| Winkler 4’ Hobsch 21’ | Marcatori | 7’ Schindzielorz |

| Arbitro: | Fröhlich |

|                   |           |            |
| Kirsten 7’ (rig.) | Marcatori | 87’ Hobsch |

| Arbitro: | Krug |

|                        |           |                                               |
| Schroth 84’ Hobsch 90’ | Marcatori | 6’ Dammeier 47’ Baumgart 87’ (rig.) Kovačević |

| Arbitro: | Fandel |

|                                    |           |            |
| Jeremies 60’ Zickler 64’ Linke 87’ | Marcatori | 90’ Kientz |

| Arbitro: | Heynemann |

|                         |           |           |
| Winkler 34’ (rig.), 73’ | Marcatori | 51’ Fuchs |

| Arbitro: | Weber |

|          |           |                     |
| Kohl 35’ | Marcatori | 65’ Malz 74’ Hobsch |

| Monaco di Baviera 21 novembre 1998, ore 15:30 CET 14ª giornata | Monaco 1860 | 0 – 0 referto | Amburgo | Stadio Olimpico (27 500 spett.)\| Arbitro: \| Merk \| |
| Arbitro:                                                       | Merk        |               |         |                                                       |

| Arbitro: | Keßler |

|                                             |           |             |
| Bode 6’, 62’ Roembiak 83’ Herzog 88’ (rig.) | Marcatori | 42’ Ouakili |

| Arbitro: | Kemmling |

|                  |           |  |
| Schroth 34’, 82’ | Marcatori |  |

| Arbitro: | Steinborn |

|                             |           |                       |
| Kmetsch 73’ Kurz 90’ (aut.) | Marcatori | 45’ Schroth 49’ Cerny |

#### Girone di ritorno
| Arbitro: | Strampe |

|           |           |             |
| Reich 61’ | Marcatori | 51’ Winkler |

| Arbitro: | Krug |

|                                            |           |                  |
| Borimirov 5’ Heldt 15’ Kurz 28’ Hobsch 44’ | Marcatori | 68’ Westerthaler |

| Monaco di Baviera 27 febbraio 1999, ore 15:30 CET 20ª giornata | Monaco 1860 | 0 – 0 referto | Duisburg | Stadio Olimpico (30 000 spett.)\| Arbitro: \| Koop \| |
| Arbitro:                                                       | Koop        |               |          |                                                       |

| Arbitro: | Fandel |

|                          |           |  |
| Klinkert 43’ Deisler 75’ | Marcatori |  |

| Arbitro: | Heynemann |

|           |           |             |
| Zelić 89’ | Marcatori | 81’ Balăkov |

| Arbitro: | Jansen |

|                                 |           |             |
| Preetz 10’ (rig.) Tretschok 79’ | Marcatori | 24’ Winkler |

| Arbitro: | Fröhlich |

|            |           |                             |
| Hobsch 66’ | Marcatori | 7’ Kuka 75’ Störzenhofecker |

| Arbitro: | Wagner |

|                       |           |  |
| Buckley 56’ Zeyer 90’ | Marcatori |  |

| Arbitro: | Steinborn |

|  |           |                         |
|  | Marcatori | 46’ Emerson 62’ Roberto |

| Arbitro: | Koop |

|           |           |  |
| Nowak 76’ | Marcatori |  |

| Arbitro: | Kemmling |

|          |           |            |
| Kurz 89’ | Marcatori | 75’ Babbel |

| Arbitro: | Krug |

|                                        |           |            |
| Neuville 3’, 36’, 42’ (rig.) Agali 40’ | Marcatori | 52’ Hobsch |

| Arbitro: | Berg |

|                          |           |  |
| Vanenburg 37’ Hobsch 83’ | Marcatori |  |

| Arbitro: | Merk |

|                                |           |  |
| Groth 69’, 89’ Butt 73’ (rig.) | Marcatori |  |

| Arbitro: | Fandel |

|            |           |                                   |
| Hobsch 18’ | Marcatori | 10’ Wojtala 38’ Bode 86’ Maksimov |

| Arbitro: | Aust |

|                                    |           |             |
| Möller 62’ Kohler 65’ Herrlich 77’ | Marcatori | 75’ Schroth |

| Arbitro: | Weiner |

|                                   |           |                                                      |
| Cerny 4’ Hobsch 18’, 41’ Kurz 44’ | Marcatori | 10’, 90’ (rig.) Mandıralı 19’ Němec 40’ Max 68’ Thon |

### Coppa di Germania
| Arbitro: | Meyer |

|                        |           |                                                  |
| Dittgen 29’ Bančić 86’ | Marcatori | 35’ Schroth 72’ (aut.) Küttner 99’, 118’ Winkler |

| Arbitro: | Steinborn |

|                      |           |             |
| Pizarro 24’ Tare 81’ | Marcatori | 31’ Ouakili |

## Statistiche

### Statistiche di squadra
| Competizione      | Punti | In casa | In casa | In casa | In casa | In casa | In casa | In trasferta | In trasferta | In trasferta | In trasferta | In trasferta | In trasferta | Totale | Totale | Totale | Totale | Totale | Totale | DR |
| Competizione      | Punti | G       | V       | N       | P       | Gf      | Gs      | G            | V            | N            | P            | Gf           | Gs           | G      | V      | N      | P      | Gf     | Gs     | DR |
| ----------------- | ----- | ------- | ------- | ------- | ------- | ------- | ------- | ------------ | ------------ | ------------ | ------------ | ------------ | ------------ | ------ | ------ | ------ | ------ | ------ | ------ | -- |
| Bundesliga        | 41    | 17      | 7       | 4       | 6       | 28      | 23      | 17           | 4            | 4            | 9            | 21           | 33           | 34     | 11     | 8      | 15     | 49     | 56     | -7 |
| Coppa di Germania | -     | 0       | 0       | 0       | 0       | 0       | 0       | 2            | 1            | 0            | 1            | 5            | 4            | 2      | 1      | 0      | 1      | 5      | 4      | +1 |
| Totale            | 41    | 17      | 7       | 4       | 6       | 28      | 23      | 19           | 5            | 4            | 10           | 26           | 37           | 36     | 12     | 8      | 16     | 54     | 60     | -6 |

### Andamento in campionato
| Giornata  | 1  | 2 | 3  | 4 | 5 | 6 | 7 | 8 | 9 | 10 | 11 | 12 | 13 | 14 | 15 | 16 | 17 | 18 | 19 | 20 | 21 | 22 | 23 | 24 | 25 | 26 | 27 | 28 | 29 | 30 | 31 | 32 | 33 | 34 |
| --------- | -- | - | -- | - | - | - | - | - | - | -- | -- | -- | -- | -- | -- | -- | -- | -- | -- | -- | -- | -- | -- | -- | -- | -- | -- | -- | -- | -- | -- | -- | -- | -- |
| Luogo     | C  | T | T  | C | T | C | T | C | T | C  | T  | C  | T  | C  | T  | C  | T  | T  | C  | C  | T  | C  | T  | C  | T  | C  | T  | C  | T  | C  | T  | C  | T  | C  |
| Risultato | P  | V | N  | V | V | V | V | V | N | P  | P  | V  | V  | N  | P  | V  | N  | N  | V  | N  | P  | N  | P  | P  | P  | P  | P  | N  | P  | V  | P  | P  | P  | P  |
| Posizione | 11 | 9 | 11 | 5 | 2 | 2 | 2 | 2 | 2 | 2  | 3  | 3  | 3  | 3  | 4  | 3  | 4  | 4  | 4  | 4  | 4  | 5  | 6  | 6  | 7  | 7  | 7  | 9  | 9  | 9  | 9  | 9  | 9  | 9  |

Legenda:

Luogo: C = Casa; T = Trasferta. Risultato: V = Vittoria; N = Pareggio; P = Sconfitta.

### Statistiche dei giocatori
| Giocatore         | Bundesliga | Bundesliga | Bundesliga  | Bundesliga | Coppa di Germania | Coppa di Germania | Coppa di Germania | Coppa di Germania | Totale   | Totale | Totale      | Totale     |
| Giocatore         | Presenze   | Reti       | Ammonizioni | Espulsioni | Presenze          | Reti              | Ammonizioni       | Espulsioni        | Presenze | Reti   | Ammonizioni | Espulsioni |
| ----------------- | ---------- | ---------- | ----------- | ---------- | ----------------- | ----------------- | ----------------- | ----------------- | -------- | ------ | ----------- | ---------- |
| P. Agostino       | 7          | 0          | 0           | 0          | 0                 | 0                 | 0                 | 0                 | 7        | 0      | 0           | 0          |
| M. Bender         | 6          | 0          | 0           | 0          | 0                 | 0                 | 0                 | 0                 | 6        | 0      | 0           | 0          |
| O. Bodden         | 0          | 0          | 0           | 0          | 0                 | 0                 | 0                 | 0                 | 0        | 0      | 0           | 0          |
| D. Borimirov      | 23         | 2          | 7           | 0          | 2                 | 0                 | 0                 | 0                 | 25       | 2      | 7           | 0          |
| H. Cerny          | 29         | 3          | 1           | 0          | 2                 | 0                 | 1                 | 0                 | 31       | 3      | 2           | 0          |
| R. Ernst          | 0          | 0          | 0           | 0          | 0                 | 0                 | 0                 | 0                 | 0        | 0      | 0           | 0          |
| G. Gorges         | 11         | 0          | 2           | 0          | 0                 | 0                 | 0                 | 0                 | 11       | 0      | 2           | 0          |
| H. Greilich       | 22         | 0          | 6           | 0          | 2                 | 0                 | 0                 | 0                 | 24       | 0      | 6           | 0          |
| H. Heldt          | 27         | 1          | 5           | 0          | 2                 | 0                 | 0                 | 0                 | 29       | 1      | 5           | 0          |
| B. Hobsch         | 25         | 12         | 4           | 0          | 1                 | 0                 | 0                 | 0                 | 26       | 12     | 4           | 0          |
| D. Hoffmann       | 1          | 0          | 0           | 0          | 0                 | 0                 | 0                 | 0                 | 1        | 0      | 0           | 0          |
| M. Hofmann        | 33         | 0          | 3           | 0          | 2                 | 0                 | 0                 | 0                 | 35       | 0      | 3           | 0          |
| C. Holzer         | 0          | 0          | 0           | 0          | 0                 | 0                 | 0                 | 0                 | 0        | 0      | 0           | 0          |
| A. Issaka         | 1          | 0          | 0           | 0          | 0                 | 0                 | 0                 | 0                 | 1        | 0      | 0           | 0          |
| J. Kientz         | 6          | 1          | 0           | 0          | 0                 | 0                 | 0                 | 0                 | 6        | 1      | 0           | 0          |
| S. Kresin         | 0          | 0          | 0           | 0          | 0                 | 0                 | 0                 | 0                 | 0        | 0      | 0           | 0          |
| M. Kurz           | 26         | 4          | 7           | 0          | 1                 | 0                 | 0                 | 0                 | 27       | 4      | 7           | 0          |
| S. Malz           | 22         | 1          | 2           | 0          | 0                 | 0                 | 0                 | 0                 | 22       | 1      | 2           | 0          |
| M. Mazingu-Dinzey | 14         | 1          | 3           | 0          | 1                 | 0                 | 1                 | 0                 | 15       | 1      | 4           | 0          |
| B. Meier          | 0          | 0          | 0           | 0          | 0                 | 0                 | 0                 | 0                 | 0        | 0      | 0           | 0          |
| A. Ouakili        | 27         | 3          | 3           | 0          | 2                 | 1                 | 0                 | 0                 | 29       | 4      | 3           | 0          |
| T. Richter        | 5          | 0          | 1           | 0          | 0                 | 0                 | 0                 | 0                 | 5        | 0      | 1           | 0          |
| T. Schlüter       | 1          | 0          | 0           | 0          | 0                 | 0                 | 0                 | 0                 | 1        | 0      | 0           | 0          |
| M. Schroth        | 33         | 6          | 6           | 0          | 2                 | 1                 | 0                 | 0                 | 35       | 7      | 6           | 0          |
| M. Stević         | 17         | 0          | 5           | 0          | 2                 | 0                 | 0                 | 0                 | 19       | 0      | 5           | 0          |
| M. Stranzl        | 3          | 0          | 0           | 0          | 0                 | 0                 | 0                 | 0                 | 3        | 0      | 0           | 0          |
| R. Týce           | 18         | 0          | 4           | 2          | 2                 | 0                 | 0                 | 0                 | 20       | 0      | 4           | 2          |
| G. Vanenburg      | 27         | 2          | 5           | 1          | 2                 | 0                 | 1                 | 1                 | 29       | 2      | 6           | 2          |
| B. Winkler        | 24         | 10         | 8           | 1          | 2                 | 2                 | 0                 | 0                 | 26       | 12     | 8           | 1          |
| H. Yovov          | 4          | 1          | 0           | 0          | 2                 | 0                 | 0                 | 0                 | 6        | 1      | 0           | 0          |
| N. Zelić          | 33         | 1          | 4           | 0          | 1                 | 0                 | 1                 | 0                 | 34       | 1      | 5           | 0          |
| M. Öller          | 0          | 0          | 0           | 0          | 0                 | 0                 | 0                 | 0                 | 0        | 0      | 0           | 0          |
| M. Čížek          | 14         | 0          | 3           | 0          | 0                 | 0                 | 0                 | 0                 | 14       | 0      | 3           | 0          |